# Christopher Wren
Sir Christopher Wren (East Knoyle, 20 ottobre 1632 – Londra, 25 febbraio 1723) è stato un architetto, fisico e matematico inglese del XVII secolo.
È celebre soprattutto per il suo ruolo capitale nella ricostruzione di Londra dopo il grande incendio del 1666.

## Biografia

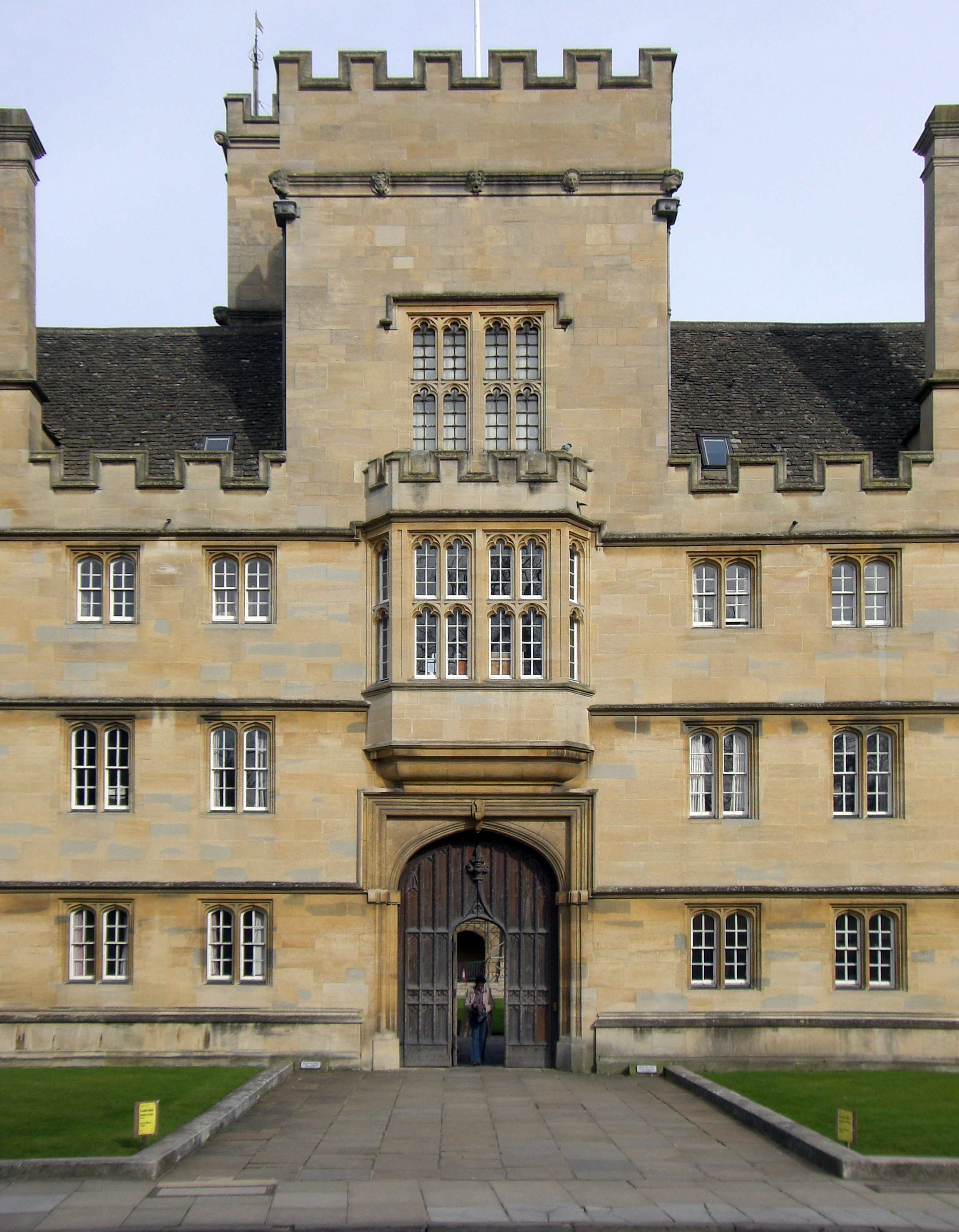
Il Wadham College, dove Wren compì gli studi universitari

### Formazione
Christopher Wren nacque il 20 ottobre 1632 a East-Knoyle, nel Wiltshire, da Christopher Wren Sr. (1589–1658) e Mary Cox, in una famiglia nobile d'origine danese. L'avviamento agli studi gli venne fornito dapprima da un tutore privato, poi dal padre, e infine dal reverendo William Shepherd, un sacerdote locale; nella sua fanciullezza, inoltre, il giovane Christopher visitò assiduamente Windsor, dove il padre era un decano, ma dei diversi soggiorni in quella città non si conosce molto.
Altrettanto occulto è come Wren proseguì gli studi pre-universitari, anche se sappiamo con certezza che approdò allo studio del latino, del disegno e della matematica; in questi anni, inoltre, strinse amicizia con il principe Carlo, erede al trono d'Inghilterra che ricoprirà con il nome di Carlo II d'Inghilterra. Il 25 giugno 1650, in ogni caso, Wren entrò al Wadham College di Oxford, dove proseguì gli studi del latino e venne a contatto con l'opera di Aristotele. A lato dell'educazione accademica, poi, egli si accostò al circolo di John Wilkins, palestra di studio e di virtù frequentata da giovani matematici e filosofi della natura dove Wren inaugurò il proprio itinerario scientifico e architettonico.

### L'astro della matematica
Conseguito nel 1653 il Master of Arts, nello stesso anno Wren venne nominato fellow dell'All Souls College di Oxford, dove realizzò diverse ricerche ed esperimenti. Cessò di essere membro dell'All Souls nel 1657, quando divenne professore di astronomia presso il Gresham College di Londra; Wren accolse questo incarico con ardente entusiasmo, tanto che subito compì diverse indagini matematiche che, alla fine, lo portarono a definire con precisione la lunghezza dell'arco della cicloide (che risultava essere uguale al quadruplo del suo asse). Questa scoperta, oltre alle lodi di Blaise Pascal, gli valse nel 1660 l'ottenimento della cattedra di matematica all'università di Oxford.
Furono questi anni assai fecondi, durante i quali Wren dimostrò varie volte il valore del proprio ingegno scientifico: si occupò di idraulica, astronomia e meccanica, raggiungendo risultati di rilievo, e nel 1669 giunse addirittura a scoprire che l'iperboloide di rotazione ad una falda può essere generato dalla rotazione di una retta intorno ad un'altra ad essa sghemba.

### Wren e la Royal Society
Wren frequentò il gruppo di persone, guidate da John Wilkins, conosciuto come "Invisible College" . Nel 1660 fu tra i primi 12 membri fondatori della Royal Society. Divenne il terzo presidente della Royal Society tra il 1680 e il 1682.

### Nel segno dell'architettura

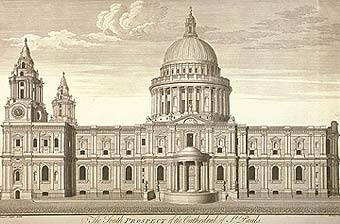
Progetto finale di Wren per la cattedrale di San Paolo

Nel 1665 Wren visitò Parigi, città ricca di iniziative e di fermenti culturali; nella capitale francese frequentò diversi artisti, tra cui Gian Lorenzo Bernini, dai quali mutuò un vivo interesse per l'architettura. Wren in realtà aveva già realizzato alcuni esemplari di architetture domestiche, tra cui la cappella del Pembroke College (1663) e lo Sheldonian Theatre di Oxford, ispirato alle opere di Serlio e Palladio; a questi due edifici seguì un'ingente produzione, culminata poi nella costruzione della cattedrale di San Paolo, da realizzare sulle ceneri della vecchia cattedrale medievale, distrutta dalle fiamme del grande incendio del 1666. Inizialmente concepita con un impianto a croce greca con dei quarti di cerchio negli angoli, su pressione delle autorità ecclesiastiche Wren scelse alla fine la più tradizionale pianta a croce latina; originale la soluzione adottata per l'erezione della cupola, che trova sostegno su un imponente tamburo, che a sua volta si erge su un sistema di contrafforti. Nel 1668 venne anche nominato architetto della Corona, incarico che mantenne fino al 1718.
A lato della cattedrale di San Paolo, completata nel 1708, Wren fu incaricato da una commissione apposita di ricostruire la città di Londra, quasi interamente rasa al suolo dall'incendio del 1666. Per l'occasione l'architetto elaborò un vasto progetto, non attuato, ma che gli diede comunque l'occasione di realizzare diverse emergenze architettoniche, specialmente di carattere religioso. Mostrandosi sensibile all'architettura francese e fiamminga, nella città di Londra Wren progettò cinquanta chiese parrocchiali, diverse nella pianta e nel disegno: degne di nota St Mary-le-Bow, la chiesa di Santo Stefano in Walbrook, e la chiesa di San Martino a Ludgate, presso la cattedrale. Realizzò anche palazzi reali (fra tutti, Hampton Court e la Marlborough House), l'Osservatorio Reale, il complesso del Royal Hospital a Greenwich, l'ospedale di Chelsea, e il monumento al grande incendio di Londra, oltre a diversi altri edifici pubblici.

### La morte
Cristopher Wren morì il 25 febbraio 1723, alla veneranda età di 91 anni, nella tenuta di famiglia a Hampton Court. La sua salma venne tumulata proprio nella cattedrale di San Paolo, precisamente nell'angolo a sud-est, a fianco dei resti della figlia Jane; ivi è stata collocata un'iscrizione latina, che recita: